# Кокула (муниципалитет)
Кокула (исп. Cocula) — муниципалитет в Мексике, штат Герреро, с административным центром в одноимённом города. Численность населения, по данным переписи 2010 года, составила 14 707 человек.

## Общие сведения
Название Cocula с языка науатль можно перевести как место раздора.
Площадь муниципалитета равна 445 км², что составляет 0,7 % от площади штата. Он граничит с другими муниципалитетами Герреро: на севере с Телолоапаном, на востоке с Игуала-де-ла-Индепенденсией, на юге с Эдуардо-Нери, и на западе с Куэцала-дель-Прогресо.

## Учреждение и состав
Муниципалитет был образован 4 декабря 1851 года, в его состав входит 32 населённых пункта, самые крупные из которых:
| Код INEGI | Населённый пункт                              | Численность населения (2005 год) | Численность населения (2010 год) |
| 017       | Всего                                         | 13 884                           | 14 707                           |
| 0001      | Кокула (исп. Cocula) (административный центр) | 4 192                            | 4 310                            |
| 0004      | Апипилулько (исп. Apipilulco)                 | 2 307                            | 2 344                            |
| 0029      | Нуэво-Бальсас (исп. Nuevo Balsas)             | 1 312                            | 1 711                            |
| 0005      | Атлистак (исп. Atlixtac)                      | 946                              | 966                              |
| 0020      | Тланипатлан (исп. Tlanipatlán)                | 689                              | 758                              |
| 0006      | Ацкала (исп. Atzcala)                         | 575                              | 640                              |
| 0003      | Апанго (исп. Apango)                          | 448                              | 521                              |

## Экономическая деятельность
По статистическим данным 2000 года, работоспособное население занято по секторам экономики в следующих пропорциях: сельское хозяйство, скотоводство и рыбная ловля — 39,6 %, промышленность и строительство — 18,8 %, сфера обслуживания и туризма — 39,8 %.

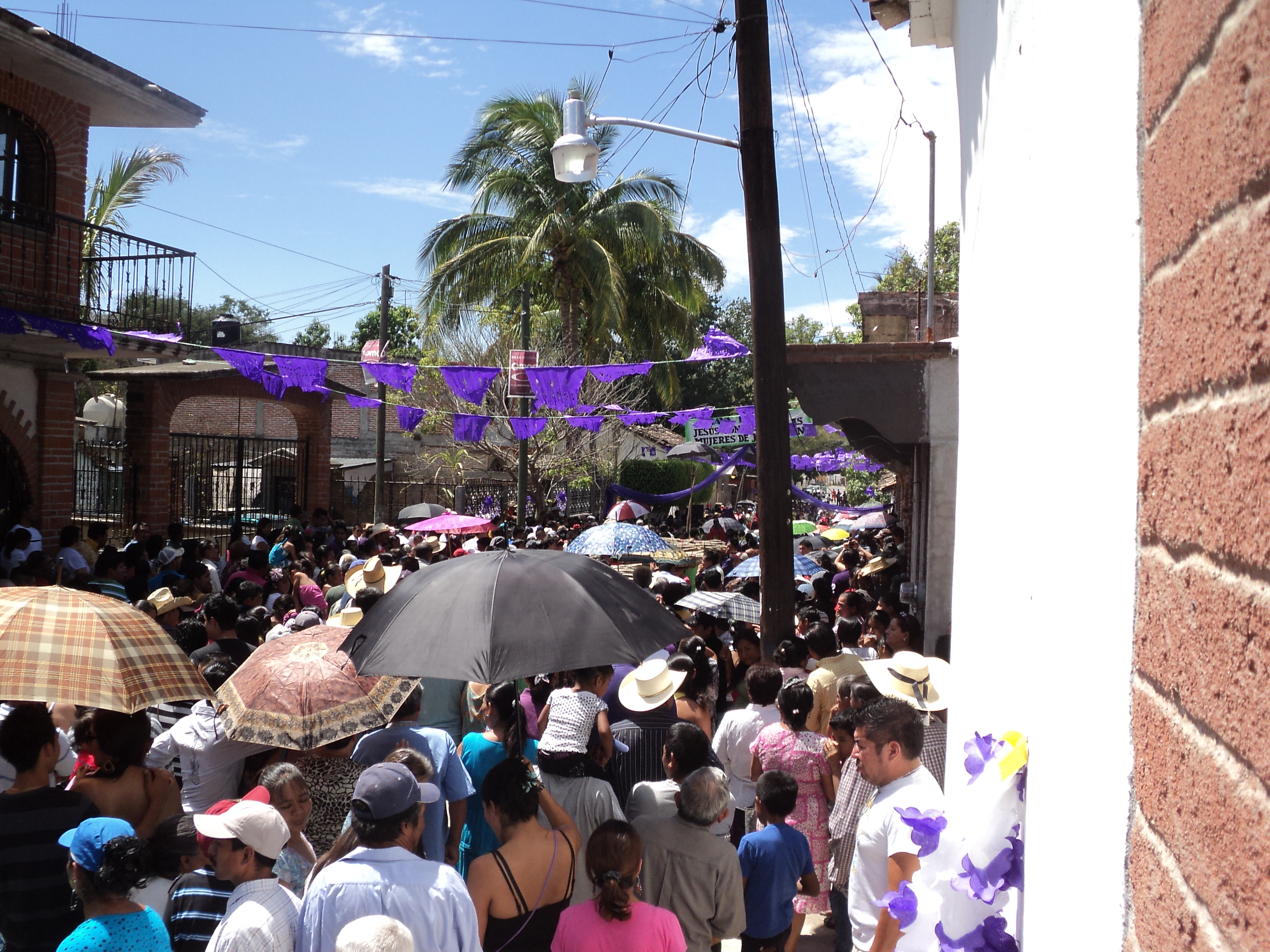
Празднования в Кокуле

## Инфраструктура
По статистическим данным 2010 года, инфраструктура развита следующим образом:
- электрификация: 97,5 %;
- водоснабжение: 80,1 %;
- водоотведение: 83 %.

## Туризм
Основные достопримечательности:
- несколько памятников в честь о генерале Висенте Герреро;
- общественный сад в муниципальном центре.